# الماس‌ها (فیلم ۱۹۹۹)
الماس‌ها (انگلیسی: Diamonds) فیلمی کمدی به کارگردانی جان مالوری اشر است که در سال ۱۹۹۹ منتشر شد.

## بازیگران
- کرک داگلاس
- دن اکروید
- کوربین الرد
- لورن باکال
- کرت فولر
- جنی مک‌کارتی
- لی ترگسن
- جان لندیس
- جیمز روسو